# Національна музика

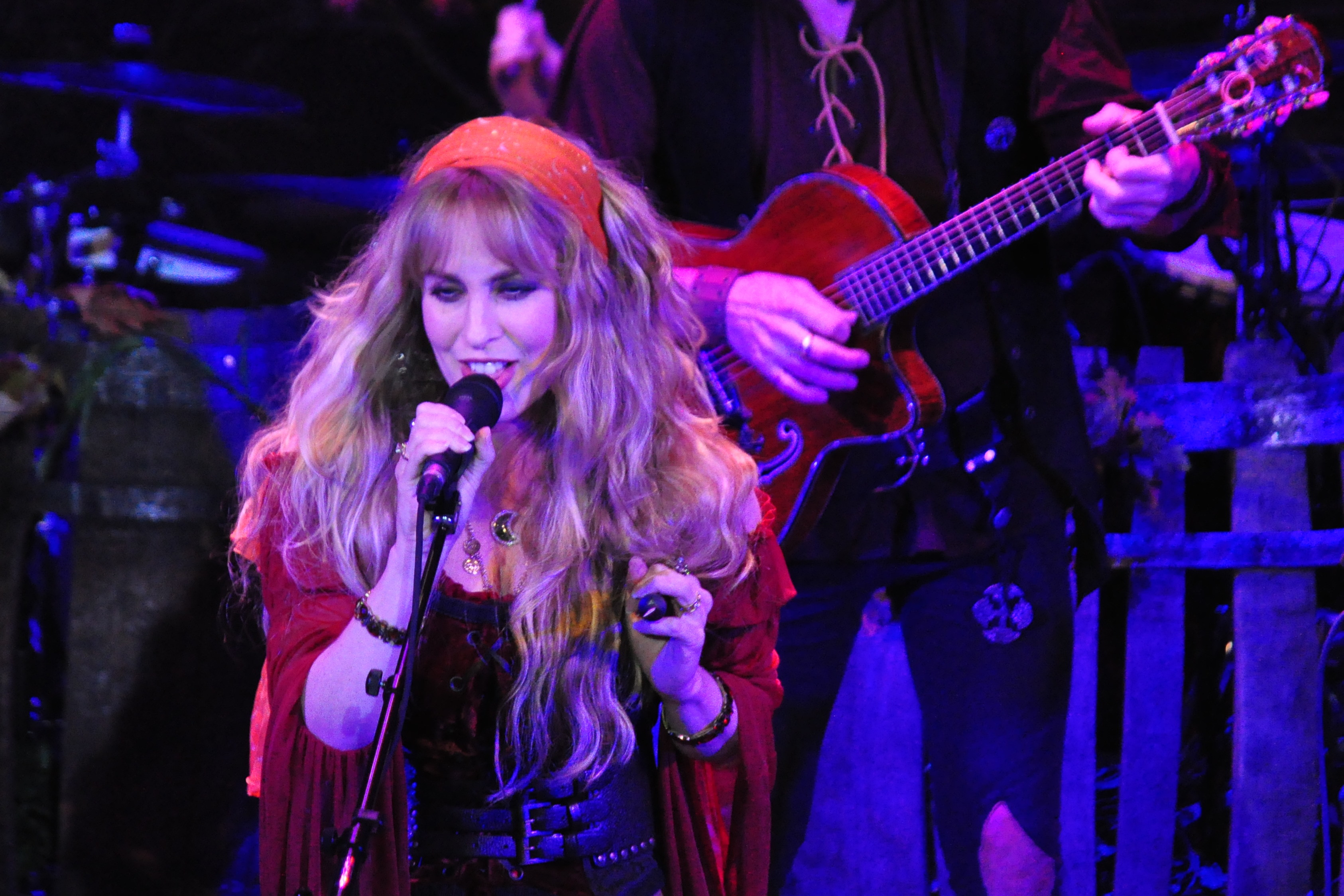
Blackmore's night, 2012

Національна музика (фолк; англ. folk music) — термін, що використовується в англомовній літературі, який може мати на увазі:
- традиційну народну музику;
- сучасну фолк-музику;
- поєднання двох жанрів— народної та сучасної фолк-музики;
- переважно англо-американську фолк-музику[1].

В англомовній літературі неєвропейські, інколи ж неангломовні види фолка називають world music - «музикою світу» (етнічна музика).
Народна музика отримала свою назву від німецького слова volk, що означає «народ». Термін виник у ХІХ столітті, коли композитори стали використовувати мелодії та інструменти, притаманні традиційній музиці. До цього жанру прийнято відносити музику, яка була створена задовго до появи самого терміна. Зараз народну музику прийнято асоціювати не тільки з певними регіонами, а й із конкретними композиторами та музикантами. 
Сучасний фолк може виконуватись як професійними музикантами, так і аматорами (характерна риса цього стилю, яка відрізняє його від академічної та популярної музики). 
«Чистий» фолк є сповненим примітивізму й не має чіткого ритму. Типові інструменти для цього жанру - акустичні гітари, банджо, скрипка та акордеон, що супроводжують виконавця. Більш екзотичні (хоча однаково поширені) інструменти можуть включати цимбали (простий струнний інструмент), цитру (інший струнний інструмент), а також різні ударні інструменти. 

## Історія
Звернення західної цивілізації до народної музики простежується ще з часів панування епохи бароко. Існує безліч класичних творів, які включали в себе її елементи. Наприклад, чеський композитор Антонін Дворжак написав «Слов'янські танці» під впливом етнічної музики народів Центральної Європи. На сцені ХХ століття етнічна музика переросла в напрямок неофольклоризму, в якому працювали І. Стравінський, Р. Щедрін, Е. Вілла-Лобос, К. Чавес, М. Скорик, Є. Станкович та інші.
Сам жанр фолк-музики сформувався наприкінці 50-х— початку 60-х років. Одним із перших відомих виконавців став американський співець та композитор Боб Ділан. Найвища популярність фолк-року припала на середину 60-х, коли на естраді з'явилися такі автори та виконавці, як Річі Хейвенс, Джоні Мітчелл, Мелані. Багато різних груп використовували елементи народної музики у своїх композиціях. Наприклад, гурт «The Beatles» використовував індійські мотиви у свої піснях. В цей період стає популярним стиль реггі, який опирається на традиційну музику Ямайки. Найпопулярнішим виконавцем в даному жанрі стає Боб Марлі. Характерним для фолка був також соціальний підтекст пісень. 
З середини 60-х і до початку 70-х найбільш визнані виконавці переходять на змішаний стиль і користуються значною популярністю. Такий підхід призводить до появи ряду таких стилів як фолк-рок, фолк-поп, етно-джаз та інші. Цей період триває й досі.
У 1980-х роках на заході відбувся черговий спалах інтересу до етніку. Цей жанр був перспективним з точки зору маркетингу. З іншого боку, західні музиканти шукали нових звучань. Почали з'являтися радіопередачі (наприклад, «World of Music» на радіостанції «Voice of America»), фестивалі (WOMAD), лейбли («Real World» Пітера Гебріела), що спеціалізуються на етнічній музиці.

## Регіональні жанри
Фолк є дуже різноманітним. Не існує єдиної точки зору на його регіональну диференціацію. Так, американський учений А. Ломакс виділяє 6 музично-стильових регіонів світу: 
- Америка;
- острови Тихого океану;
- Австралія;
- Азія (високорозвинені стародавні культури, наприклад, Китай чи Японія);
- Африка;
- Європа.

Він деталізує їх за переважаючими стильовими моделями. Наприклад, 3 європейські традиції — центральна, західна, східна та пов'язана з нею середземноморська.
Фолк прийнято класифікувати за територіальною ознакою (ірландський, арабський, український і т. д.) 

### Європейська народна музика
У Європі існує велика кількість різновидів народної музики. Частіше за все - це сільська музика. Також до європейського фолку відносять середньовічну музику. Сучасний європейський фолк - це музика корінного населення Європи,тобто на три чверті це насамперед кельтська музика. Найвідомішими різновидами європейської фолк-музики є іспанське фламенко, ірландські пісні, шотландська народна музика, наспіви альпійських горців - йодль.

#### Український фолк

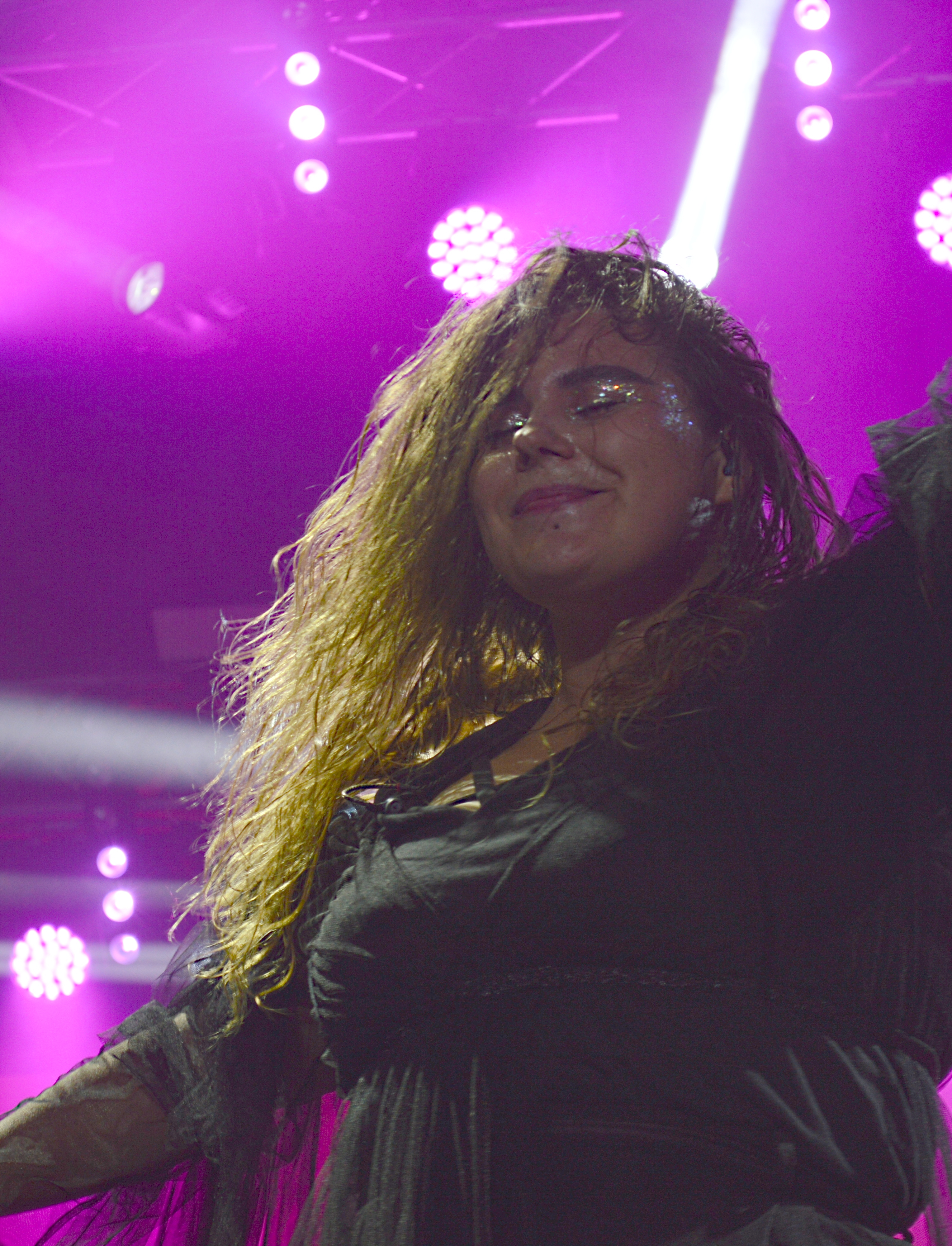
Лідерка гурту KAZKA Олександра Заріцька на фестивалі MRPL City 2018

Фолк завжди був важливою частиною української нації. Українські пісні передавались через покоління й зараз користуються великою популярністю серед народу. Важливою рисою народного фолку були музичні інструменти: трембіта, сопілка, бандура. Секрети їхнього виробництва передавались із покоління в покоління.
Сучасні виконавці надають нового звучання українській фолк-музиці. Цей напрямок є популярним серед різних верств суспільства й набуває різноманітних форм: електрофольк, етнохіп-хоп, фолк-реп та інші. Серед найвідоміших українських гуртів та виконавців цього жанру є Go-A, Onuka, KHAYAT, ДахаБраха, KAZKA та багато інших. Вони є популярними не тільки на Україні, але й за її межами.

### Американська фолк-музика
Найбільш популяризованою є саме англомовна фолк-музика (Британії і частини Північної Америки, в основному, США). У Північній Америці можна почути музику корінних жителів цієї країни — індіанців, а також музику народів багатьох інших країн світу і музику, створену в США, у тому числі джаз, реп, барбершоп, рок і кантрі-енд-вестерн. Наприклад, кантрі  — це музичний напрямок, що бере початок від народної музики європейських переселенців у США, яка в свою чергу продовжувала традиції епічної кельтської балади.
Музика народів Центральної і Південної Америки не менш різноманітна, ніж північноамериканська. В ній відчувається вплив багатьох музичних культур, проте її основу складають три компоненти: іспанська (або португальська), африканська та індіанська музичні культури.

### Музика народів островів Тихого океану
На всіх островах Тихого океану живуть своєрідні музичні традиції. Аборигени Австралії співають, зберігаючи і розвиваючи свою релігію і культуру. Для них співак - це важлива фігура, яка передає людям звістки від духів природи. Традиційними музичними інструментами є діджеріду та буллер.  Діджеріду - один із найдавніших музичних інструментів. Його унікальність полягає в тому, що він звучить на одній ноті, але при цьому має великий діапазон тембру. Зрівнятися з ним можуть лише людський голос, варган і частково орган. 

### Африканська етнічна музика
В Африці проживає значна кількість етносів і племен, у яких існує багато, як і різних, так і спільних рис музики. Найбільше ця різниця проявляється в північній і південній частинах материка. Північ значно обігнала в своєму розвитку південь, так як саме тут з'являються перші держави та цивілізації. Під впливом європейської колонізації африканські пісні та музичні стилі постійно зливалися з європейським фольклором. Залишилося небагато племен, яким вдалося зберегти власні музичні традиції, які не змінюються століттями. 

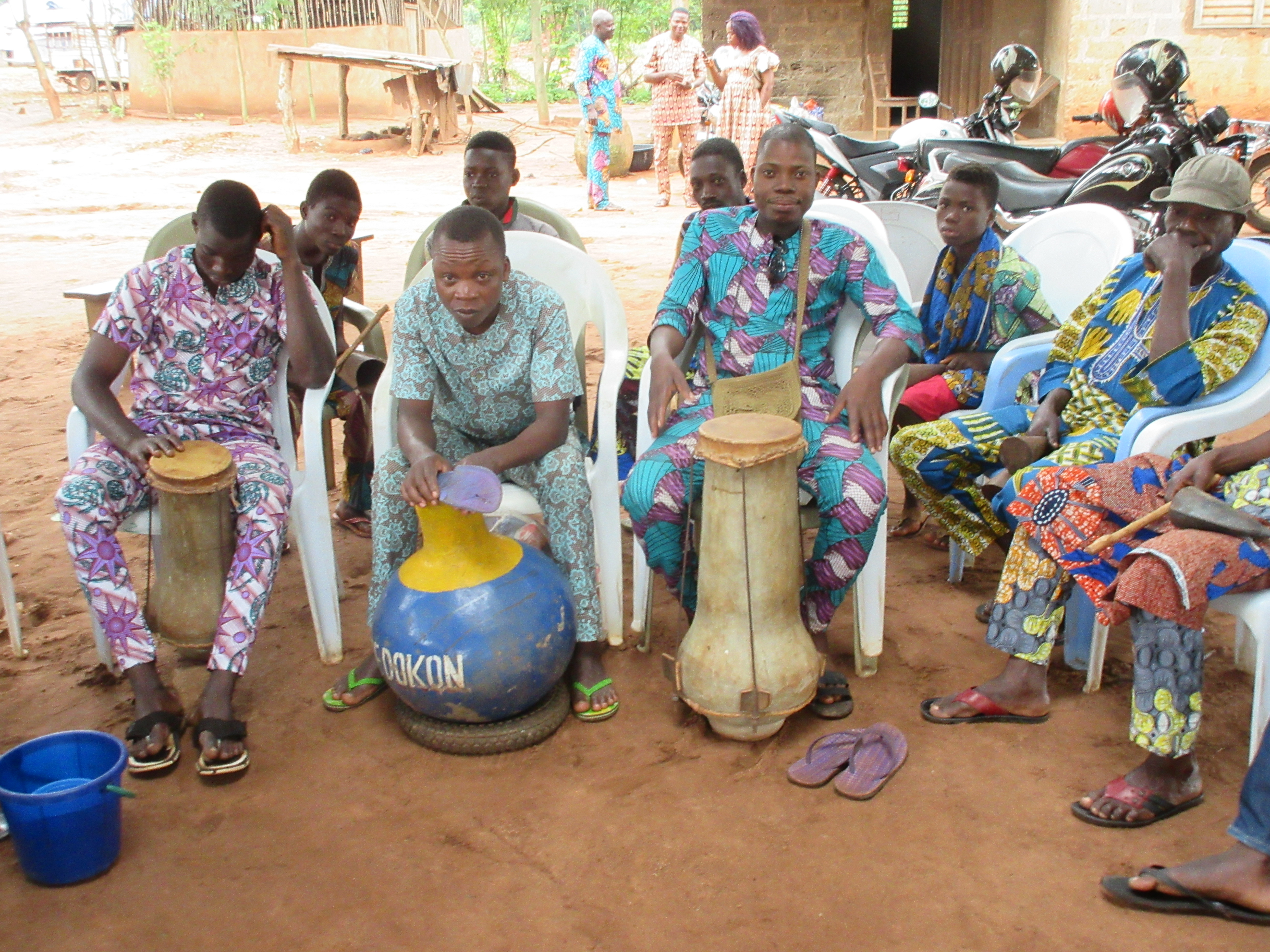
Там-тами

Африканській музиці властиве особливе почуття ритму. Одним з найпоширеніших інструментів є барабан. Барабани існують різних розмірів: від мініатюрних до величезних, розміром з людину. Кожне плем'я має свої барабани (понад 2000 видів). Значущість цього інструменту для африканців підкреслює така цитата:
На початку Творець зробив барабанщика, мисливця і коваля...» 
Існують різноманітні ударні (санса, ксилофон), а також духові інструменти (різні варіанти флейти, роги). Зі струнних інструментів використовується музичний лук, арфа, крарія та інші. Найпопулярнішим струнним інструментом є кора, яка має 21 струну.
Музичний жанр реггі, а також реп, джаз і блюз мають африканське коріння, хоча найбільший розквіт цих жанрів відбувається в США і на Ямайці. 

### Музика країн Азійського регіону
У Південно-Східній Азії користуються популярністю традиційні ударні інструменти. В індонезійський оркестр гамелан входять гонги, ксилофони, барабани й інші інструменти. Роль китайської культури для народів Азії можна порівняти з роллю античної Греції для народів Європи. Китайська народна музика зберегла свою самобутність, збагатившись в період Середньовіччя традиціями китайського музичного театру. Першою фіксацією китайської етнічної музики є "Ши цзін" - антологія народних пісень, ритуальних гімнів та од давнього Китаю (XI-VI ст. до н. е.). Давньокитайські музичні інструменти поділялись на струнні, духові та ударні. Етнічна музика Китаю переважно одноголоса. 
На музику країн Близького Сходу помітно вплинув іслам. Ісламська музика — це музичні традиції арабів, персів і тюркських народів, яка сформувалася ще в епоху Середньовіччя (VII-XVII ст.). Її характерними рисами були високий професіоналізм (вокальний та інструментальний). 
Найпоширенішими музичними інструментами були зурна, уд, танбур. Користувалися успіхом як смичкові інструменті (гиджак, кеманча), так і ударні (даф, табл), духові (най — поздовжня багатостовбурна флейта). 
Музика арабо-мусульманського культурного регіону мала великий вплив на музичне мистецтво Західної Європи (поява лютні, литавр, нових ритмів тощо), Індії (формування нових жанрів та стилів), Китаю (включення до імператорського оркестру інструментів піпи, сони та інших), Африки і Південно-Східної Азії.

## Піджанри фолк-музики
На даному етапі можна виділити такі піджанри фолк-музики:
- Келтік-рок;
- Мідівал-фолк-рок;
- Фолк-рок;
- Фолк-метал;
- Фолк-панк;
- Психоделічний фолк;
- Неофолк;
- Інді-фолк;
- Скіффл;
- Турбо-фолк